# Гаспар-Гюстав Коріоліс
Гаспа́р-Гюста́в Коріолі́с (фр. Gaspard-Gustave de Coriolis; 21 травня 1792 — 19 вересня 1843) — французький математик, інженер і науковець. Найбільше відомий роботою, присвяченою вивченню ефекту Коріоліса. Також відомий теоремою про прискорення в абсолютному та відносному рухах.

## Біографічні дані
Одержав освіту в Паризькій Політехнічній школі (1808), потім був у ній репетитором, а пізніше — директором навчальної частини. У 1829 році Гаспар-Гюстав Коріоліс став професором; 28 січня 1836 року стає членом Паризької академії наук.
З раннього дитинства Коріоліс мав слабке здоров'я настільки, що у нього, як писав його біограф, «кожного ранку виникала проблема, як прожити до вечора». Коріоліс помер у 1843 році у віці п'ятдесяти одного року. Похований на цвинтарі Монпарнас у Парижі.

## Наукова діяльність
Наукові інтереси Коріоліса були пов'язані з вирішенням задач теоретичної і прикладної механіки. Незалежно від Ж. Понселе увів у 1826 році в механіку поняття «робота» і, виходячи з нього, сформулював теорему «живих сил». Причому за міру «живої сили» прийняв половину добутку маси на квадрат швидкості.
Коріоліс показав (1829), що при складному русі точки, коли рухома система відліку переміщається не поступально, виникає додаткове прискорення (прискорення Коріоліса), що викликається силою інерції, обумовленої впливом обертання рухомої системи відліку на відносний рух точки (сила Коріоліса). На цій основі він розробив у 1835 році теорію відносного руху.
Праці Коріоліса зробили значний вплив на створення розділу прикладної механіки «Динаміка машин».

## Наукові публікації
Серед його творів найвідоміші:
- «Calcul de l'effets des machines»,
- «Traité de mécanique des corps solides»
- «Théorie mathématique du jeu de billard». Рос. переклад: Математическая теория явлений бильярдной игры.

На його честь названо астероїд 16564 Коріоліс.